# Oploo
Oploo (dialect: Plo of Ploë) is een kerkdorp en voormalige zelfstandige gemeente in de huidige gemeente Land van Cuijk, in de Nederlandse provincie Noord-Brabant. Op 1 januari 2023 telde het dorp 1.885 inwoners, verdeeld over 685 woningen, met een gemiddelde WOZ-waarde van € 401.000, op een oppervlakte van 21,43 km².

## Toponymie
De naam Oploo komt van het Germaanse upa, dat hoger gelegen plaats betekent, en loo, dat op bos wijst.

## Geschiedenis
Oploo vormde vanaf het eind van de 14e eeuw een eigen Heerlijkheid met een eigen halsrecht. In 1393 werd deze heerlijkheid voor het eerst vermeld. Gerrit de Vette was de toenmalige heer. Vermoedelijk liet hij het eerste omgrachte kasteel bouwen, dat naderhand geleidelijk werd uitgebreid. Oploo behoorde tot het schepenbankgebied van Sambeek, maar kreeg na 1500 een eigen schepenbank die voor het eerst in 1560 vermeld werd.
Vanaf de 16e eeuw tot 1750 was de heerlijkheid in bezit van het geslacht Van Steenhuijs. Dezen woonden elders, maar ze kwamen vaak op het kasteel, dat ze als jachtslot gebruikten. Ze bezaten namelijk een groot jachtgebied ten zuiden van Oploo. Met name Godevaert en Ludolf van Steenhuijs waren tevens ambtsman van het Land van Cuijk voor de Prins van Oranje en Ludolf had een hoge militaire positie bij de Staten-Generaal van de Republiek der Nederlanden.
De laatste bewoners waren drie dames. Lucretia van der Noot, vrijvrouwe van Heumen en Oploo, en haar twee dochters Amelia en Genoveva waren de drie Juffers van Oploo, waaraan het kasteeltje de naam Het Juffere te danken heeft gehad.
Lucretia, die protestant was, beijverde zich niettemin ook voor het welzijn van de katholieken. Ze zorgde ervoor dat Oploo een zelfstandige parochie werd en ze schonk grond aan de katholieken voor de bouw van een schuurkerk en een school.
In 1778 werd de Heerlijkheid verkocht aan Stadhouder Willem V, die tevens Heer van Cuijck was. Deze toonde geen interesse in zijn nieuwe bezit, het kasteel kwam leeg te staan en werd uiteindelijk in 1800 gesloopt.
De huidige kasteelgracht, een parkje en enkele straat- en huizennamen herinneren ook nu nog aan een tijd van zelfstandigheid. In het parkje zijn de drie jofferen in de vorm van sculpturen uitgebeeld. Ook zijn de contouren van het kasteeltje met hagen aangegeven in het centrum van Oploo. De executieplaats, waar het halsrecht door middel van de galg werd voltrokken, bevindt zich op het landgoed Groote Slink.
Tot aan de gemeentelijke herindeling in 1994 was Oploo de naamgever van de voormalige gemeente Oploo, Sint Anthonis en Ledeacker. De plaats stond daarom meestal genoemd op landkaarten, terwijl het beduidend kleiner was dan het naastgelegen en niet-vermelde Sint Anthonis. De plaats was dan ook tot 1994 de hoofdplaats van deze gemeente. Daarna viel het tot 2022 onder de nieuwe gemeente Sint Anthonis, die in 2022 opging in de gemeente Land van Cuijk.

## Bezienswaardigheden

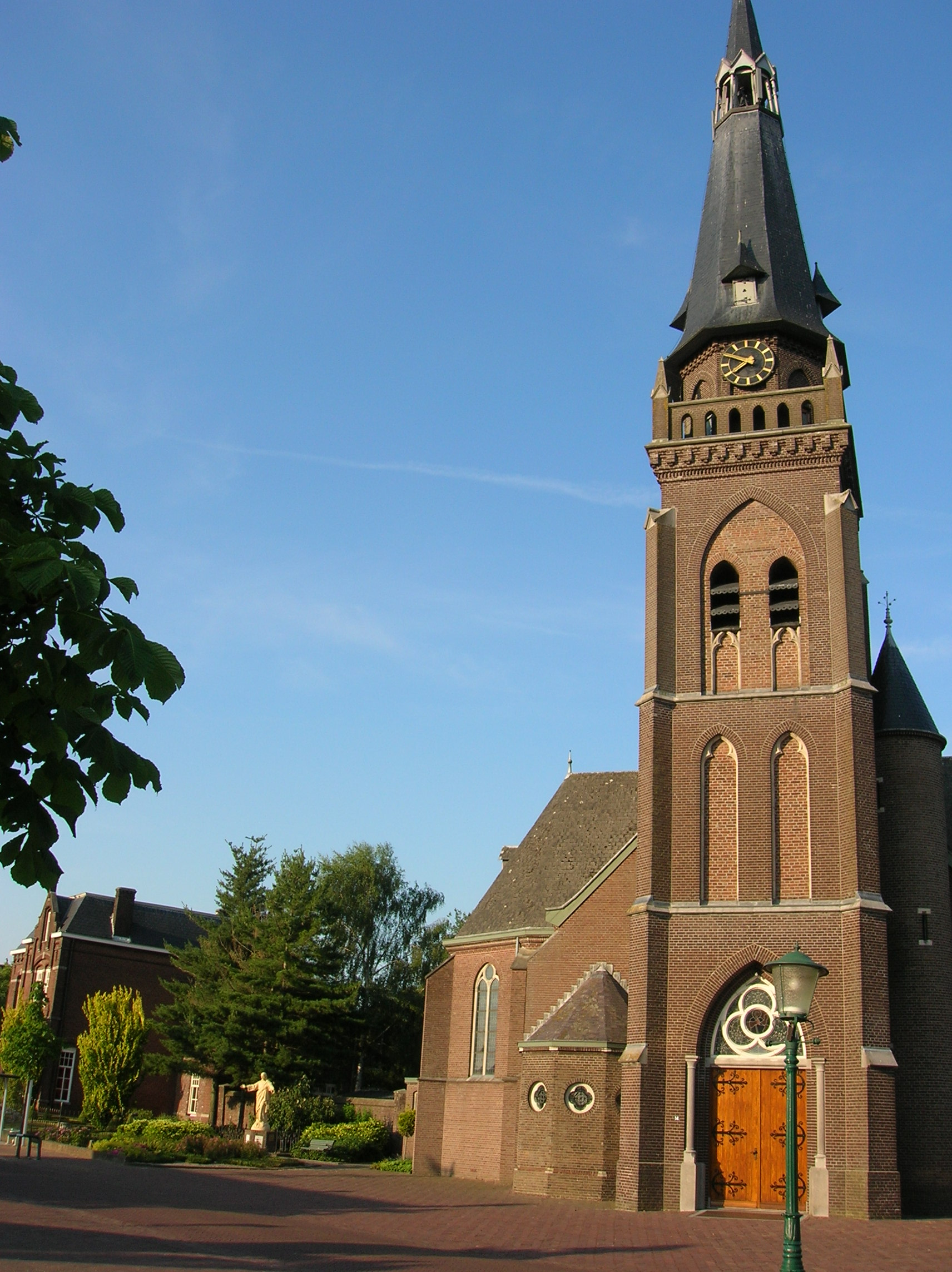
Sint-Matthiaskerk

Het dorp staat bekend om zijn beide molens. Oploo heeft namelijk zowel een water- als een windmolen die vlak bij elkaar gelegen zijn.
- De standerdmolen De Korenbloem is regelmatig voor bezoekers geopend.
- Watermolen D’n Olliemeulen.
- Beeldje van Toon van Els (1865-1922), bij de watermolen. Vanwege zijn geringe lengte (1,4 meter) stond hij bekend als Toontje d’n dwerg. Hij werd schaapherder, een slecht betaald beroep. Omstreeks 1900 kwam er een einde aan de schapenhouderij en Toon begon te zwerven om werk te zoeken. Uiteindelijk werd zwerven zijn levensstijl. Hoewel hij hier en daar welkom was, begonnen de mensen de spot met hem te drijven en werd hij op den duur steeds mensenschuwer. Uiteindelijk overleed hij en werd hij jaren later een legende.
- De Sint-Matthiaskerk, een neogotische kerk, in 1929 vergroot door Hendrik Christiaan van de Leur. Vooral het middenschip werd sterk verbreed. Bij de kerk staat een Heilig Hartbeeld. Bijzonder aan deze kerk is haar Orgel dat men overgenomen heeft van Sint Maria Magdalena uit Sonsbeck.

- BHIC een bijzonder orgel

## Rijksmonumenten
- Lijst van rijksmonumenten in Oploo

## Natuur en landschap
Oploo ligt in het dal van de Oploose Molenbeek. Deze en andere beken stromen in oostelijke richting, waar het water echter stagneert door een iets hogere rug hier weer ten oosten van. Toen men, vanaf 1830, het door het stagnerende water ontstane broek wilde ontginnen heeft men afwateringskanaaltjes gegraven, zoals hier de Sambeekse Uitwatering.
Enkele kilometers ten zuidwesten van Oploo ligt het landgoed Groote Slink van Brabants Landschap en enkele kilometers ten westen van Oploo liggen de bossen van De Stichting en het Sint Anthonisbos van Staatsbosbeheer.

## Economie en maatschappij
Halverwege de weg naar Elsendorp ligt Instituut Bronlaak, een leef- en woongemeenschap op antroposofische grondslag, voor mensen met een verstandelijke handicap. Het hoofdgebouw van dit instituut is het voormalige landhuis van Adam Roelvink, op landgoed de Groote Slink. Bronlaak vestigde zich hier in 1948 om de volwassenen op te vangen die te oud waren voor de instelling De Zonnehuizen te Zeist. Kenmerkend voor de antroposofische benadering is het feit dat de gehandicapten en het personeel samen werkzaamheden verrichten.

## Cultuur en sport
In de watermolen is tegenwoordig het Sint-Matthiasgilde gevestigd, dat in 2002 zijn 350-jarig bestaansjubileum vierde. De voetbalvereniging van Oploo is VV Excellent. Uit Oploo zijn de voormalige band O.E.F. en de daaruit ontstane band Vledder afkomstig.
De eerste officiële 50 cc wegrace in Nederland vond plaats op 3 mei 1953 in Oploo.

## Verenigingen
- Voetbalvereniging VV Excellent (opgericht in 1959)
- Volleybalvereniging VCP (Vouloir C’est Pouvoir oftewel ‘Willen is kunnen’, opgericht in 1975)

Stichtingen
- Stichting Wielersport Oploo
- Stichting Graancirkel Oploo
- Stichting Oploo Aktief
- Stichting Plo-support
- Stichting O.E.F.

## Geboren in Oploo
- Dien Cornelissen (1924-2015), politica
- Mat Gerrits (1944) , wielrenner
- Jan van Katwijk (1946), wielrenner
- Piet van Katwijk (1950-2025), wielrenner
- Fons van Katwijk (1951), wielrenner
- Juul Baltussen (1958), beeldhouwer/kunstsmid
- Okke Verberk (1991), acteur

## Nabije kernen
Sint Anthonis, Elsendorp, Westerbeek

## Fotogalerij

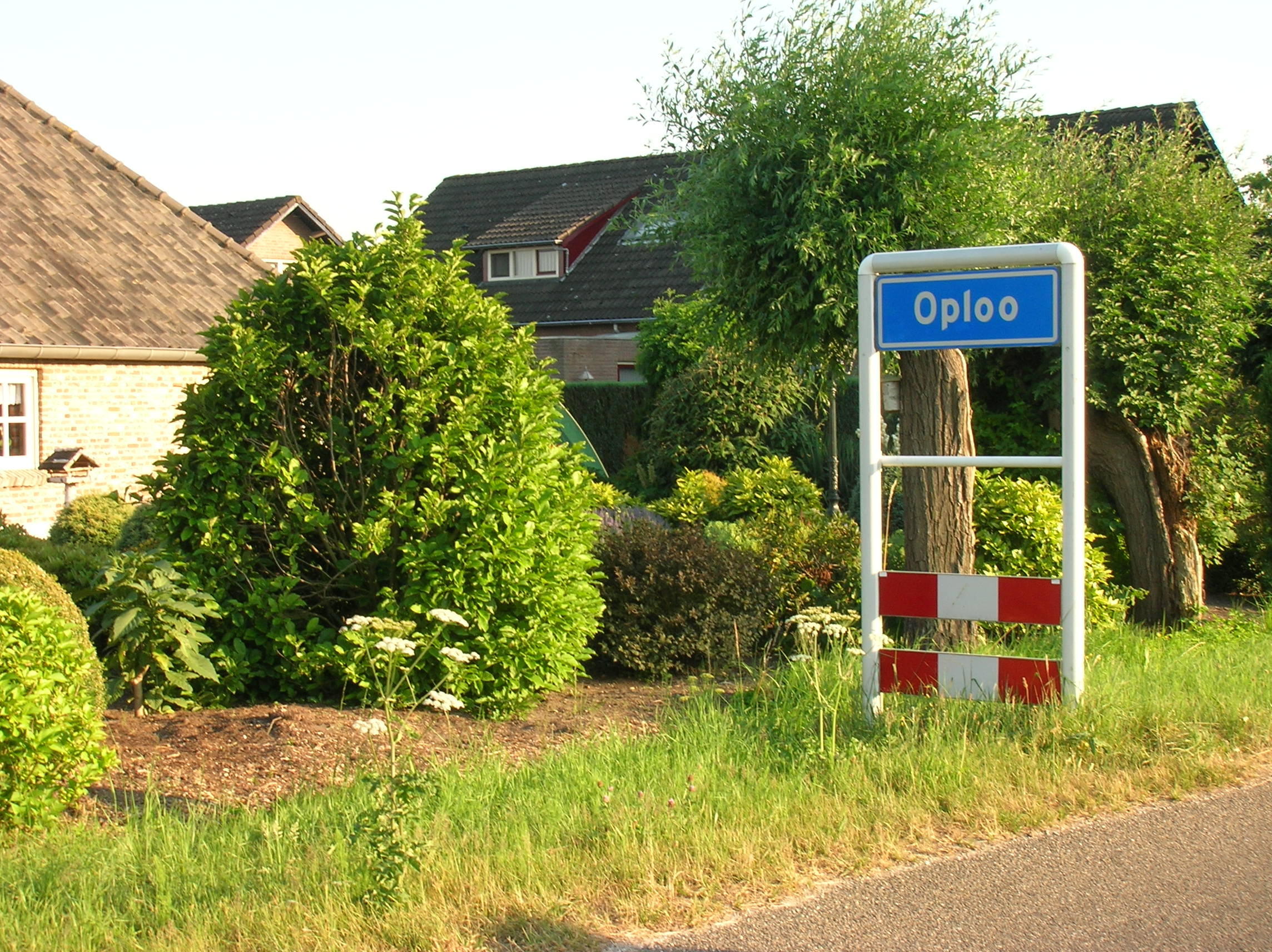
Welkom in Oploo
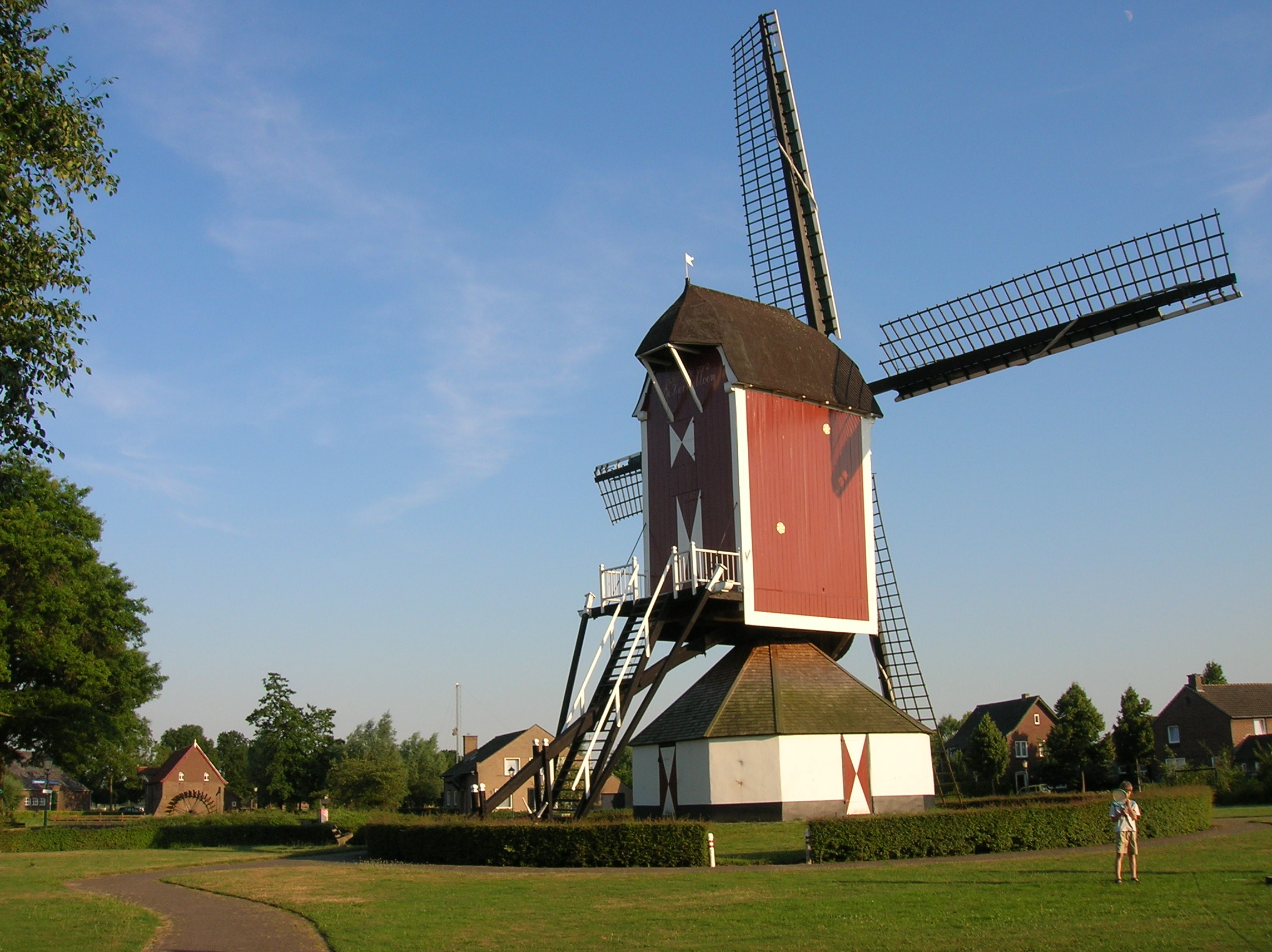
De beide molens
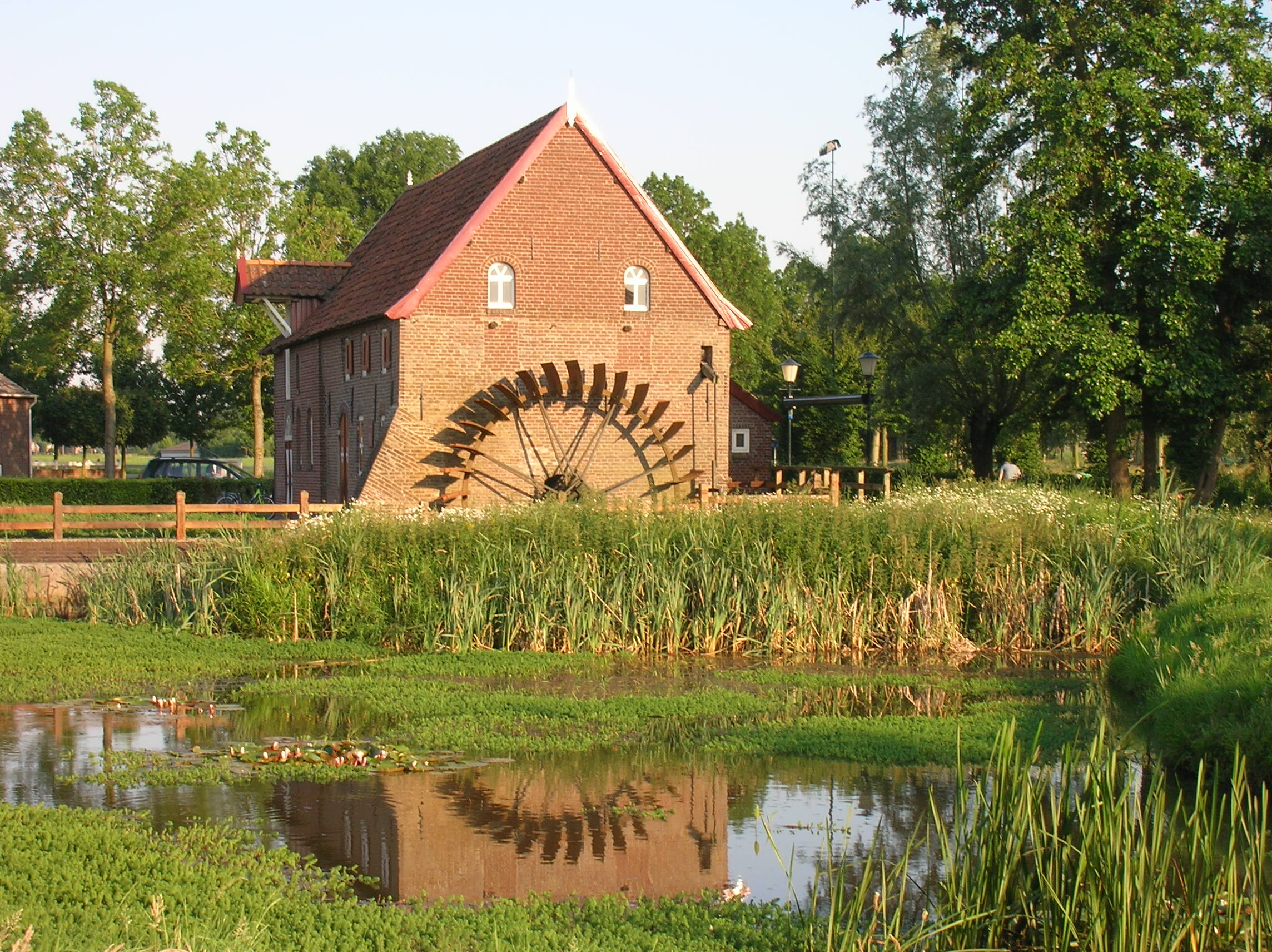
Watermolen D’n Olliemeulen
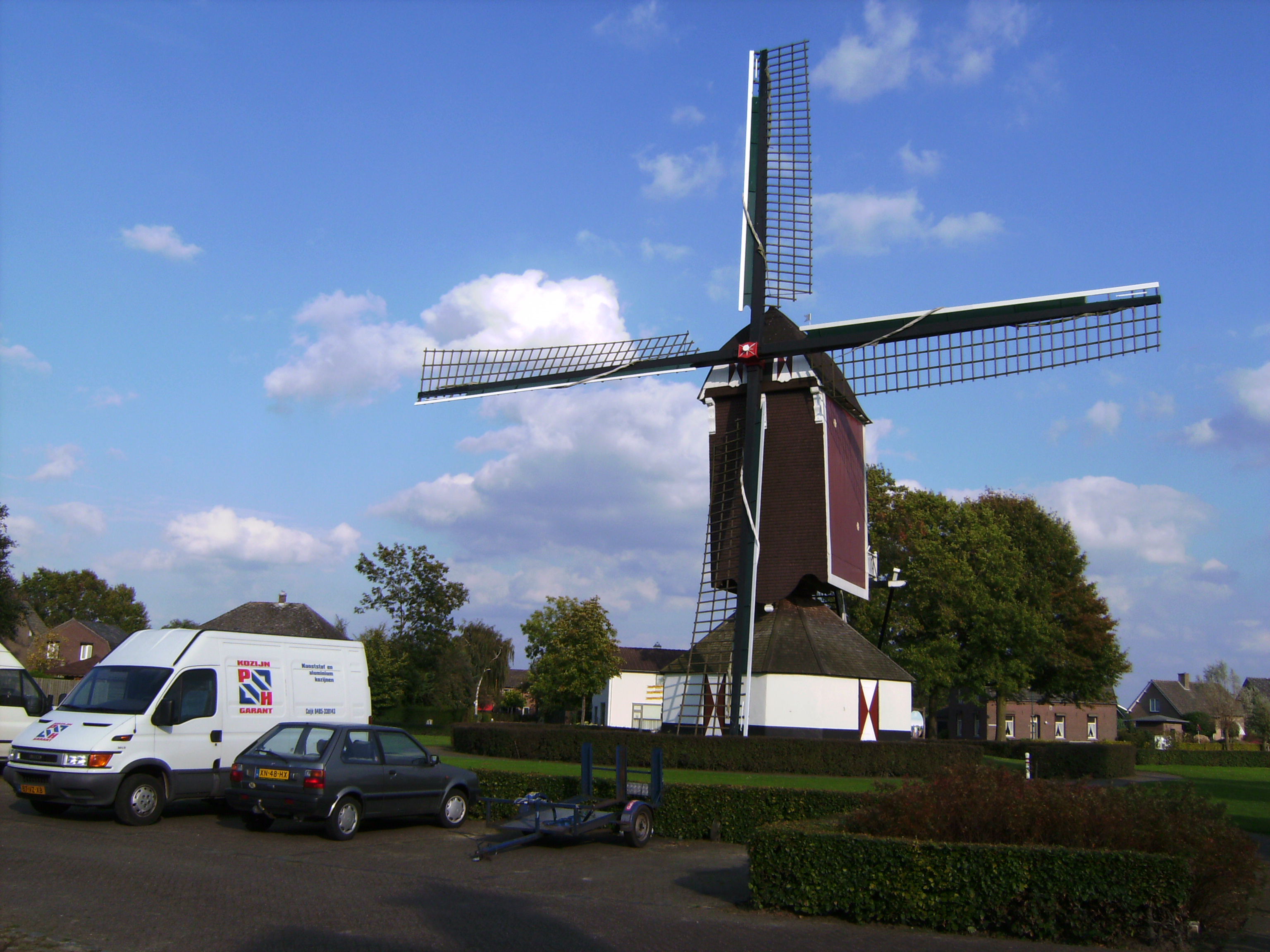
Molen De Korenbloem
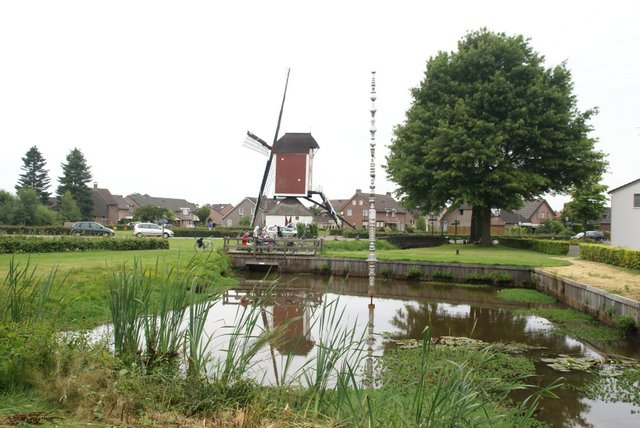
Monument Gastro-Sacrale
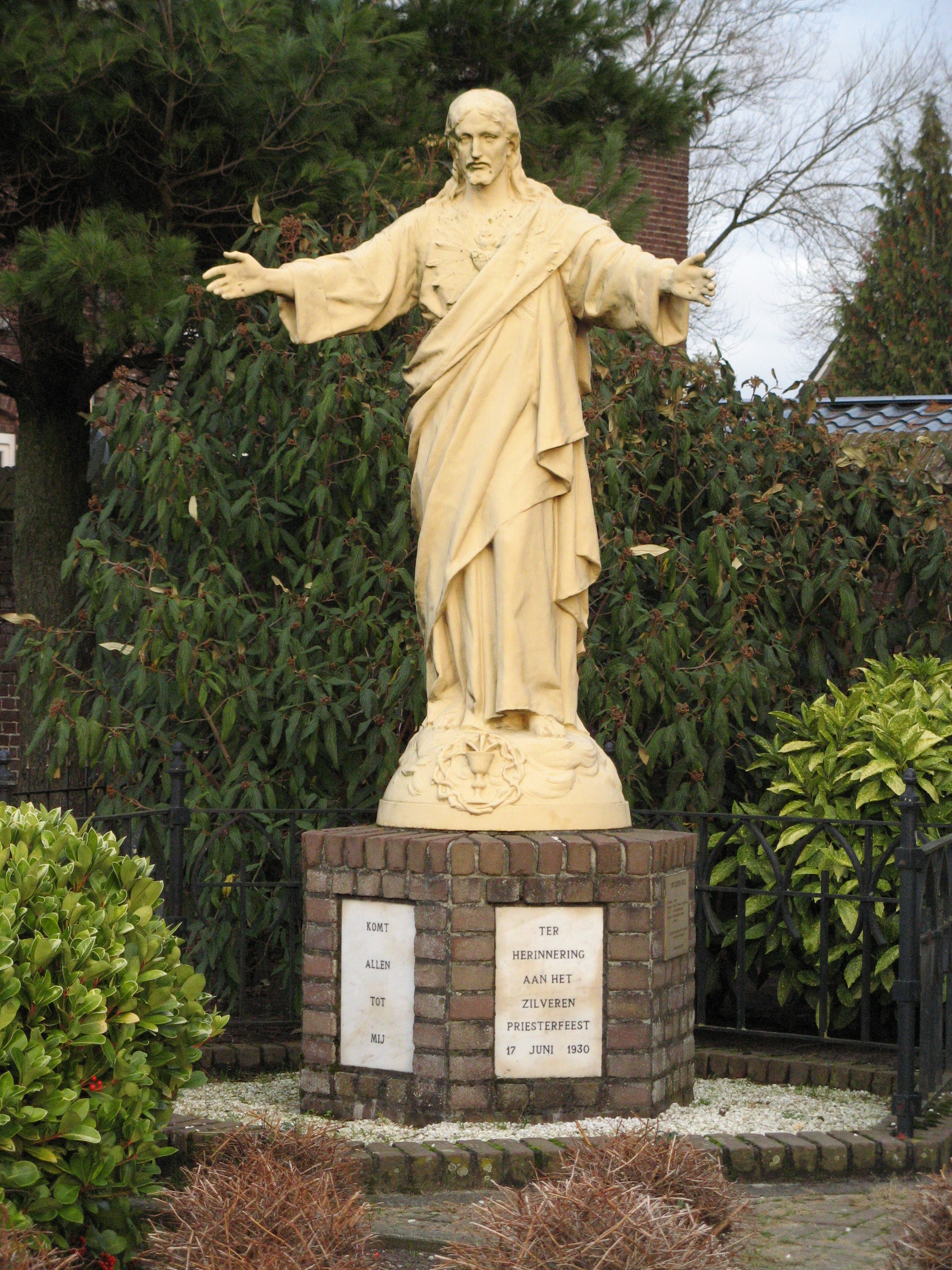
Heilig Hartbeeld - Jules Déchin
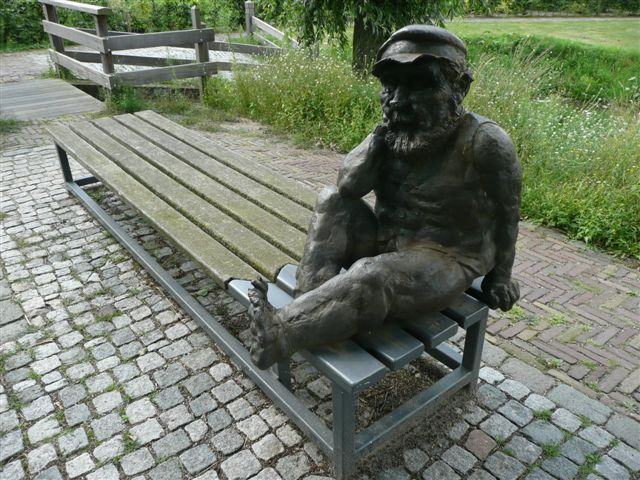
Beeld van Tôntje d'n Dwerg
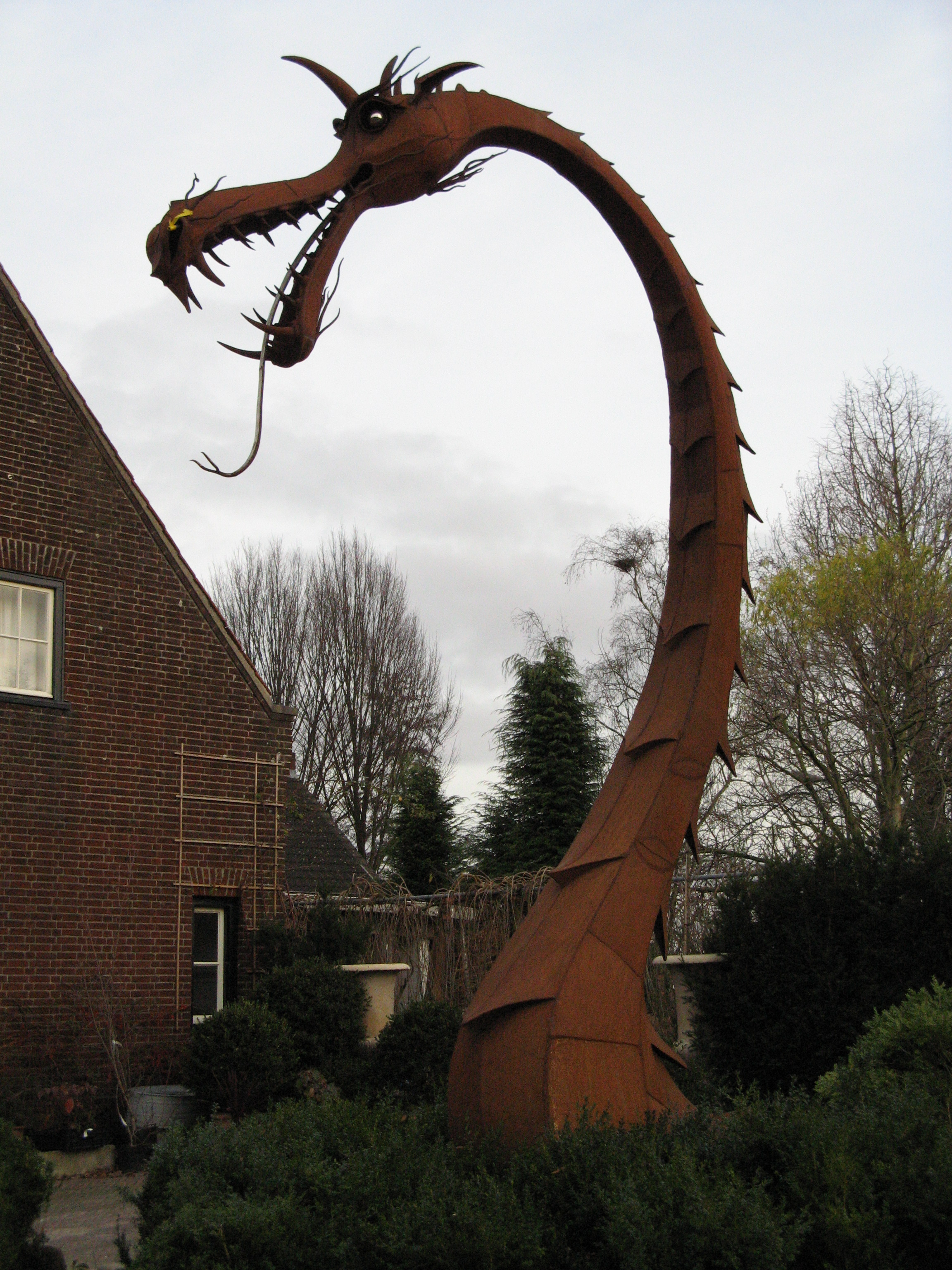
De Draak
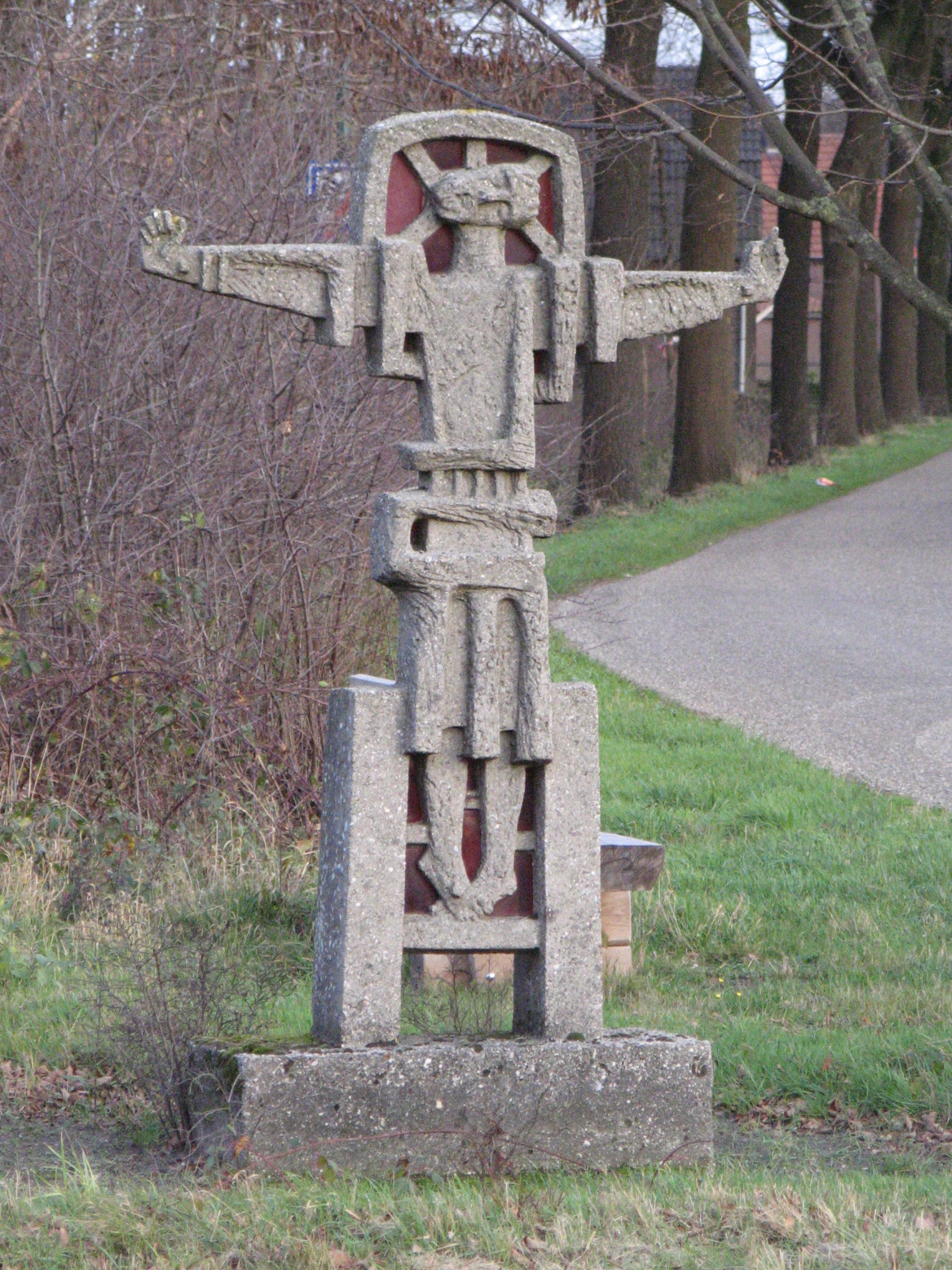
Kruisbeeld Frans Coppelmans
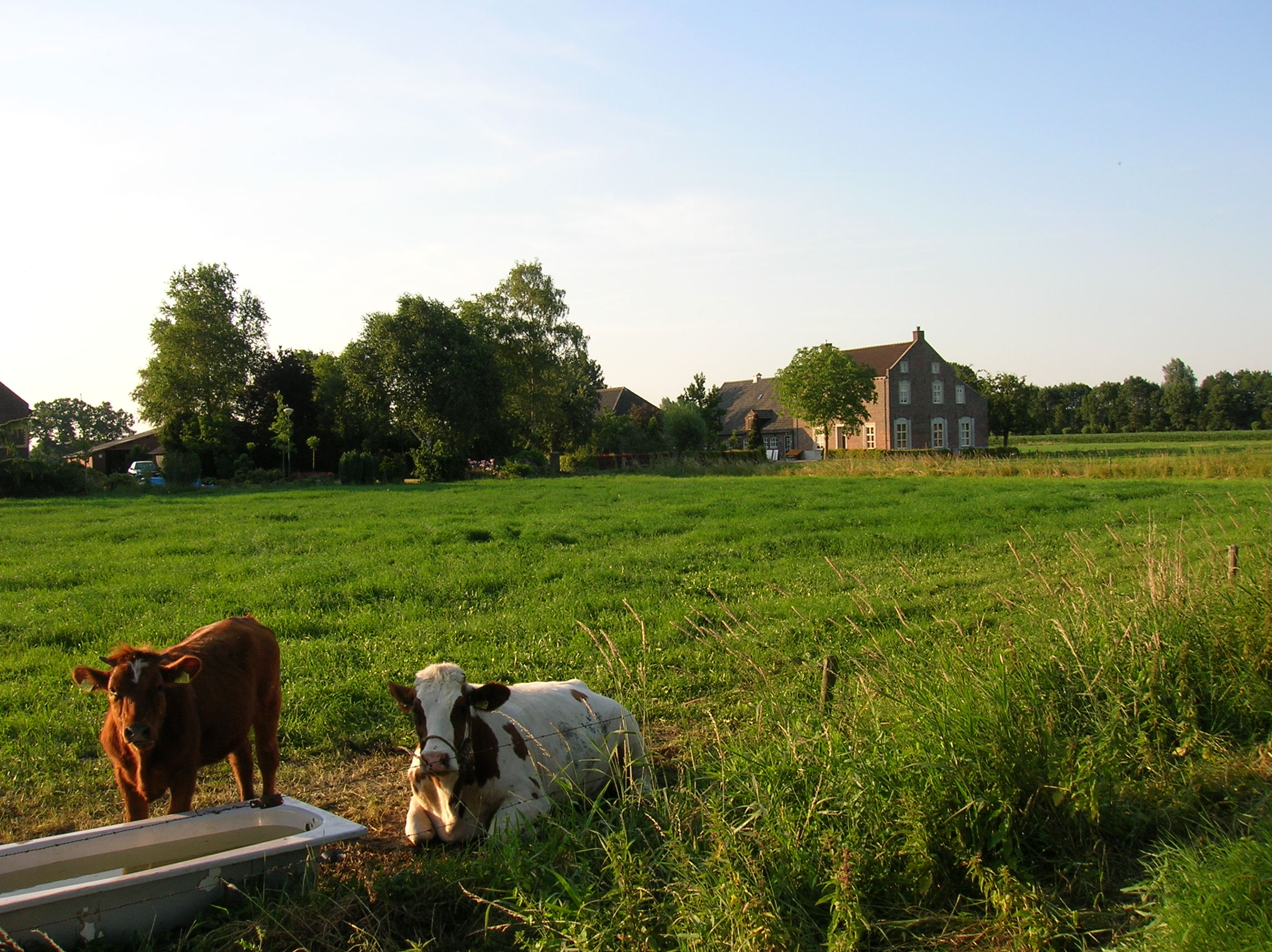
Huis Bekestein

Dorpen: Beers · Beugen · Boxmeer · Cuijk · Escharen · Gassel · Grave · Groeningen · Haps · Holthees · Katwijk ·  Landhorst · Langenboom · Ledeacker · Linden · Maashees  · Mill · Oeffelt · Oploo · Overloon · Rijkevoort · Sambeek · Sint Agatha · Sint Anthonis · Sint Hubert  · Stevensbeek · Velp · Vianen · Vierlingsbeek · Vortum-Mullem  · Wanroij · Westerbeek · Wilbertoord
Buurtschappen: De Berg · Blauwenhoek · De Boer · Borneo · Broekkant · De Bolt · Bruggen · De Dellen · Dommelsvoort · Driehoek · Ewinkel · De Gagel · Haart · Ham · Hank · Haring · Heeswijk · Heihoek · Heikant (Overloon) · Heikant (Sambeek) · Heikant (Sint Anthonis) · Helbroek · 't Herselt · De Hoef · Den Hoek · Hoeven · Hoogeind (Oeffelt) · Hoogeind (Rijkevoort) · Huij · Hulsbeek · Klein-Vortum · Krolhoek · Laageind · Meeren · Molengat · 't Muurke · Lamperen · Nieuw-Gassel · Noord · Noordkant · Op den Bosch · Oude Waranda · Papenvoort · Park · Peelkant · Peelstraat · De Plaats · Putselaar · Rijkevoort-De Walsert · De Rijtjes · Rondveld · Schafferden · Spekklef · Startwijk · Toven · Tuuthees · Ullingen · Verlorenhoek · Vlagberg · Werveld · 't Zand · Zandkant · Zevenhutten · Zuid Carolina
Noord-Brabant: Steden en dorpen      Nederland: Provincies · Gemeenten